# Despereaux – Der kleine Mäuseheld
Despereaux – Der kleine Mäuseheld ist ein in Deutschland am 19. März 2009 erschienener US-amerikanischer computeranimierter Kinofilm. Sein Originaltitel ist The Tale of Despereaux. Unter diesem kam er am 19. Dezember 2008 in den USA in die Kinos. Der Film basiert auf dem 2003 erschienenen Kinderbuch Despereaux – Von einem, der auszog das Fürchten zu verlernen von Kate DiCamillo.
Despereaux – Der kleine Mäuseheld wurde von Universal Pictures als möglicher Kandidat für eine Oscar-Nominierung in der Kategorie Bester Animierter Spielfilm vorgeschlagen, hat diese jedoch nicht erhalten.

## Handlung
Das kleine Königreich Dor ist von Freude durchdrungen. Das Glück seiner Bewohner ist vollkommen und könnte nicht größer sein. Voller Spannung warten sie auf die Präsentation der neuesten Kreation des königlichen Kochs beim Festtag der Suppe. Doch ein schrecklicher Unfall lässt das Königreich in tiefer Trauer erstarren. Bald ist die Freude nahezu vergessen und existiert nur noch in der Erinnerung der Bewohner von Dor. Der Himmel ist dauerhaft wolkenverhangen und verbirgt die Sonne, die Felder liegen brach und die Bewohner von Dor beginnen das Glück zu vergessen und die Sehnsucht nach besseren Zeiten erlischt.
In diese Zeit wird der kleine Mäuserich Despereaux Tilling geboren. Schnell entwickelt sich dieser zum Außenseiter. Trotz seiner geringen Größe ist er überzeugt, zu Höherem berufen zu sein – wie die Ritter in den Geschichten, die Despereaux mit Begeisterung verschlingt.
So passt er sich nicht an, weder huscht er verstohlen, noch zeigt er Angst. Auch ist er ständig von Mut und Neugier erfüllt.
Nachdem der Rat herausgefunden hat, dass Despereaux mit einem Menschen gesprochen hat, wird er von diesem in die Verliese verbannt.
In der Welt der Ratten gerät Despereaux schnell in Bedrängnis und läuft Gefahr, zu deren Belustigung getötet zu werden. Aus dieser Notlage rettet ihn die Ratte Roscuro. Die beiden werden Freunde und Despereaux lehrt Roscuro Tugend und gemeinsam wagen sie sich in die große weite Welt.
Als Prinzessin Pea Roscuro die Freundschaft ausschlägt, verdunkelt sich sein Herz und er sinnt zusammen mit Mig, einer anderen Außenseiterin, auf Rache. Nach der Entführung von Pea entdeckt Despereaux, dass nur er alleine die Prinzessin retten kann.

## Rezeption

### Kritiken
Der Film erhielt gemischte Kritiken. Auf der Habenseite stehen seine optischen Qualitäten und charismatische Charaktere. Kritisiert werden dagegen die nicht sehr originelle Geschichte und Schwächen bei der Umsetzung der Romanhandlung.

„Ambitionen sind schön und gut. Aber im Fall von ‚Despereaux – Der kleine Mäuseheld‘ haben die Macher maßlos übertrieben. Das krude Nebeneinander von Charakteren, Handlungssträngen und Erzählebenen überfordert nicht nur junge Kinogänger.“

„Die Geschichte [] stammt aus der Feder der mehrfach preisgekrönten US-Kinderbuchautorin Kate DiCamillo und findet hier ihre liebevolle Umsetzung als spannendes Animationsmärchen, das in der englischen Fassung Stars wie Dustin Hoffman, Emma Watson, William H. Macy, Sigourney Weaver u. a. ins Synchron-Studio lockte. Süße Nager-Saga im Ratatouille-Fahrwasser.“

### Einspielergebnis
Der Film konnte mit einem Budget von rund 60 Millionen US-Dollar, weltweite Einnahmen von rund 87 Millionen US-Dollar erzielen. Allein 51 Millionen US-Dollar wurden im nordamerikanischen Raum eingenommen.

## Synchronisation
Die deutschsprachige Synchronfassung des Films wurde bei der Berliner Synchron nach einem Dialogbuch und unter der Dialogregie von Oliver Rohrbeck erstellt.
| Rolle          | Originalsprecher    | Deutsche Sprecher |
| -------------- | ------------------- | ----------------- |
| Despereaux     | Matthew Broderick   | Uwe Büschken      |
| Prinzessin Pea | Emma Watson         | Maria Koschny     |
| Roscuro        | Dustin Hoffman      | Uli Krohm         |
| Die Erzählerin | Sigourney Weaver    | Karin Buchholz    |
| Boldo          | Stanley Tucci       | Lutz Mackensy     |
| Hovis          | Christopher Lloyd   | Hasso Zorn        |
| Gregory        | Robbie Coltrane     | Detlef Bierstedt  |
| Lester         | William H. Macy     | Joachim Tennstedt |
| André          | Kevin Kline         | Axel Malzacher    |
| Inquisitor     | Frank Langella      | Christian Rode    |
| Antoinette     | Frances Conroy      | Denise Gorzelanny |
| Botticelli     | Ciarán Hinds        | Thomas Petruo     |
| Furlough       | Tony Hale           | Olaf Reichmann    |
| Mig            | Tracey Ullman       | Almut Zydra       |
| Pietro         | Charles Shaughnessy | Andreas Hosang    |
| Ned            | Sam Fell            | Gerald Paradies   |
| Arzt           | Daniel Riordan      | -                 |
| Lehrerin       | McNally Sagal       | Sabine Arnhold    |
| Königin        | Patricia Cullen     | Karin David       |
| Louise         | Jane Karen          | Gisela Fritsch    |